# 쏭깐 루앙무닌턴
쏭깐 루앙무닌턴(ສົງການ ຫລວງມຸນິນທອນ, Songkane Luangmuninthone)은 라오스의 외교관이다. 2023년부터 대한민국에 주재하는 주한 라오스 대사로 재직 중이다.

## 생애
쏭깐 루앙무닌턴은 1989년 라오스 외교부에 입부하였다. 이후 아세안 부국장, 유엔 대표부 외교관, 일본, 필리핀 주재 대사를 역임하였다.
2023년에는 주한 라오스 대사로 임명되어 서울에 부임하였다. 그는 취임 후 한국 지방정부와의 협력 강화를 위해 전라남도 담양군 등과의 계절근로 협정을 논의하고, 한국 내 라오스 교민 보호 활동에도 적극적이다.

## 외교 활동
- 2023년 9월, 제주포럼의 아세안 특별세션에 참석하였다.[5]
- 2024년, 아세안 의장국 자격으로 윤석열 대통령의 라오스 방문을 기대한다고 밝혔다.[6]
- 같은 해, 한국 내 라오스인 안전사고 대응을 강조하였다.[7]

## 같이 보기
- 라오스의 외교
- 대한민국-라오스 관계